# June Brown
June Muriel Brown MBE (Needham Market, 16 de fevereiro de 1927 – Surrey, 3 de abril de 2022) foi uma atriz e diretora teatral inglesa, conhecida por seu papel como Dot Cotton na novela da BBC EastEnders de 1985 em diante. Em 2005, ganhou o prêmio de Melhor Atriz no Inside Soap Awards e, no mesmo ano, também recebeu o prêmio Lifetime Achievement no British Soap Awards. Em 2009, foi indicada ao prêmio BAFTA de Melhor Atriz, mas perdeu para Anna Maxwell Martin. Ela é apenas a segunda artista a receber uma indicação ao BAFTA por seu trabalho em uma novela (a primeira foi Jean Alexander).
Ela foi premiada como Membro da Ordem do Império Britânico (MBE) nas Honras de Aniversário de 2008 pelos serviços de Drama e Caridade.

## Morte
Brown morreu em 3 de abril de 2022, aos 95 anos de idade.

## Trabalhos

### Filmes
- Sunday Bloody Sunday (1971)
- Straw Dogs (1971)
- Sitting Target (1972) as Lomart's neighbour
- Psychomania (1972) as Mrs Pettibone
- The 14 (1973) as The Mother
- Murder by Decree (1979)
- Nijinsky (1980)
- Misunderstood (1984)
- The Mambo Kings (1992)
- Bean: The Movie (1997)
- Margery and Gladys (2003)
- Spidarlings (2016) as June[3]
- Ethel & Ernest (2016)

### Televisão
- The Rough and Ready Lot (September 1959) as Chica[4]
- Coronation Street (1970–71)
- Edna, the Inebriate Woman (1971)
- Doctor Who (1973–1974)
- South Riding (1974)
- Churchill's People (1975)
- The Sweeney (1975)
- The Duchess of Duke Street (1976–1977)
- Survivors (1977)
- God's Wonderful Railway (1980)
- Lace (1984)
- Minder (1984)
- The Bill (1984)
- Oliver Twist (1985)
- EastEnders (1985–1993, 1997–2019)
- Gormenghast (2000)
- Heading Out (2013)
- June Brown at 90: A Walford Legend (2017)[5]
- 100 Years Younger in 21 Days (2018)
- Hard to Please OAPS

### Teatro
- The Rough and Ready Lot
- Magnolia Street Story
- An Inspector Calls
- Nightshade
- The Lion in Winter
- Hedda Gabler
- A Day Forever
- Rebecca
- Laura
- Absolute Hell
- Macbeth
- Calendar Girls

### Direção
- Double D (peça)